# SMS Salamander
Az SMS Salamander az  Osztrák–Magyar Monarchia haditengerészetének aknarakó hajója volt 1891–1918 között.

## Építése
A hajó 1890-91 folyamán épült Triesztben a Stabilimento Tecnico Triestino hajógyárban. A Salamander terveit Moriz Soyka, a cs. és kir. haditengerészet legfőbb hajóépítő mérnöke (Oberster Ingenieur) készítette el, nem sokkal nyugállományba vonulása előtt. A hajó nevét 1890. október 19-én hagyta jóvá I. Ferenc József. Az építés november 13-án kezdődött meg. A vízre bocsátásra 1891. május 9-én került sor. Az eseményen jelen volt a trieszti Tengerészeti Hatóság (Seebehörde) elnöke, báró August von Alber-Glanstätten (1825–1907), valamint Semsey Gusztáv (1838–1909) sorhajókapitány, a hajó keresztanyaságát neje, Dragolovich Hermina vállalta. Az építés költségei 253 772 koronára rúgtak.

## Felszerelése
A hajót szükség esetén vitorlával is fel lehetett szerelni, összesen 67,46 m² vitorlafelület felvonására volt lehetőség. A fedélzeten két kisebb méretű evezős csónak is helyet kapott. A Salamandert három admirális-típusú horgonnyal látták el, ezek 327, 289, illetve 67 kilogrammosak voltak.
A felső fedélzeten 70 darab aknát helyeztek el, amiket két csúszdapályán lehetett a vízbe juttatni. Az elülső raktérben további 20 akna számára alakítottak ki helyet. Ezeket az árbócra szerelt rakodófa (egyszerű emelődaru) segítségével tudták a fedélzetre emelni.

## Pályafutása
Első próbautját 1891. június 18-án végezte. Július elsején az SMS Greif Pólába vontatta.  A Salamandert az aknásziskola (Seeminenschule) állományányába osztották be. A hajó legénysége 1896. január 11-én Meleda szigete előtt egy felborult csónakból négy személyt mentett ki. 1897–1912 közt az aknász-, illetve a távíróiskola állományában szolgált, illetve a gépésziskola növendékei gyakorlatoztak rajta, e mellett aknarakó gyakorlatokat végzett. 1902. szeptember 1-3. közt partraszálló gyakorlaton vett részt az Isztriai-félszigeten, amelyet az uralkodó is megtekintett. 1912. szeptember 7. és november 8. közt szolgálatból kivonva. 1913. május 25-től október 14-ig közt a Buna (Bojana) folyó torkolatánál teljesített blokádszolgálatot az albán–montenegrói határon.
Az első világháború kitörése után aknatelepítési munkálatokat végzett a pólai kikötő előtt. 1915 folyamán aknatelepítést, valamint a meglévő aknazárak karbantartását végezte Póla, Muggia, valamint Cattaro térségében. 1916. augusztus 9-én a Kvarner-öbölben található Farasina-csatornában végzett aknaszerelési munkálatok közben robbanás történt, a hajó egyik csónakja megsemmisült, a csónak hat fős legénysége hősi halált halt. Valamennyi áldozat magyar honos tengerész volt:
- Szalay János aknásztisztes (Komárom vm., Komárom 1888)
- Beck József aknásznegyedes (Zala vm., 1889)
- Csáder Károly aknász (Borsod vm., 1896)
- Nagy József aknász (Bács-Bodrog vm. , Újvidék, 1893)
- Lengyel József aknász (Zala vm., 1893)
- Oleska Lajos aknász (Zemplén vm., 1892)[5]

1918. július 1-én Brionitól délre aknaszerelési munkálatok közben légitámadás érte.
Az első világháború lezárása után az SMS Salamandert Nagy-Britanniának ítélték. Az elavult hajót 1920-ban Messinában szétbontották.
A hajó tervrajzait az Osztrák Állami Levéltár Hadilevéltára (Kriegsarchiv) őrzi.